# Nicholas Rémy
Nicholas Rémy (Charmes, 1530. - ?, 1612.), francuski pravnik, javni službenik, demonolog i lovac na vještice. Bio je posljednji demonolog koji je u djelima opisivao suđenja vješticama u kojima je sam sudjelovao kao sudac. Na osnovu svojih iskustava u suđenju vješticama u Vojvodstvu Lorene napisao je 1595. godine djelo Daemonolatreiae libri tres, koje je postalo standardna literatura za lovce na vještice u sljedećim stoljećima.

## Životopis
Njegov otac Gérard Rémy je bio načelnika Charmesa, a stric je bio upravitelj departmana Vosges. Studirao je pravo na Sveučilištu u Toulouseu, nakon čega se oženio s Annom Marchand, s kojom je imao sedemero djece. Godine 1563. preselio se s obitelji u Pariz i počeo napredovati u karijeri. Godine 1570. naslijedio je svog strica kao upravitelj departmana Vosges. Pet godina kasnije postao je državni kancelar vojvode Karla III. Lorenskog. Godine 1591. postao je državni tužitelj Vojvodine Lorene.
Bio je zainteresiran za problematiku vještičarstva još od djetinjstva te je počeo nemilosrdno progoniti tobožnje vještice u trenutku kada je dobio ovlasti u Loreni. Hvalio se da je procesuirao i kaznio preko devet stotina vještica. Godine 1582. optužio je i osudio jednu ženu pod optužbom da je navodno uporabom magije i vračanja ubila njegovog najstarijeg sina. Knjigu o vješticama, njihovom savezu sa Sotonom, sklapanju ugovora i seksualnim odnosima vještica sa Sotonom počeo je pisati od 1592. godine. S obzirom na to da je bio istaknuti javni službenik i da je u svom djelu koristio osobna iskustva i podatke sa suđenja vješticama, njegovo je djelo imalo velik utjecaj i autoritet među čitateljima. U knjizi je obilato koristio citate Johanna Weyera (1515. – 1588.) i Jeana Bodina (1530. – 1596.). Remy je ostao do kraja života uvjereni protivnik vještica.